# Rafael Aceves y Lozano
Rafael Aceves y Lozano (auch: Rafael de Aceves; * 20. März 1837 in La Granja de San Ildefonso, Segovia; † 21. Februar 1876 in Madrid) war ein spanischer Komponist und Pianist.

## Leben
Rafael Aceves y Lozano immatrikulierte am 20. Oktober 1853 am Musikkonservatorium in Madrid in Musiktheorie und im Fach Klavier. Sein Klavierdozent war Manuel Mendizábal (1817–1896). Aceves y Lonzano erhielt 1858 bei der Abschlussprüfung im Fach Klavier einen ersten Preis. Von Februar 1856 bis März 1857 studierte er Harmonielehre und vom 20. September 1858 bis Juni 1863  Komposition bei Emilio Arrieta. Bei einem Kompositionswettbewerb außerhalb des Konservatoriums erhielt er 1863 eine Goldmedaille. Ende der sechziger Jahre des 19. Jahrhunderts suchte man in Madrid eine Nationaloper in spanischer Sprache. Die Verleger Bonifacio Eslava und Antonio Romero, der Tenor Di Franco und der Komponisten Emilio Arrieta veranstalteten einen Wettbewerb, um solch eine Oper zu finden. Aceves reichte gemeinsam mit Antonio Llanos (1841–1906) die Oper El Puñal de la Misericordia. [Der Dolch der Barmherzigkeit]. ein, die mit einem zweiten Preis prämiert wurde.
Am 21. Februar 1876 starb er im Alter von 38 Jahren.

## Werke (Auswahl)
In der  Bibliothèque nationale de France und in der Biblioteca Nacional de España und den dazugehörenden Digitalisierungsprojekten Gallica und Biblioteca digital hispánica finden sich Drucke, Manuskripte und Digitalisate seiner Werke. Schwerpunkt seines Schaffens sind mehrere Bühnenwerke, eine Oper und mehrere Zarzuelas. Er schrieb viele Klavierwerke, darunter viele Tänze, vor allem spanische Tänze, Walzer, Capricen, Fantasien und verschiedene Genrestücke. Es sind Werke für Klavier zu zwei Händen, zu vier Händen und auch ein Stück, Sevilla, für zwei Klaviere zu acht Händen. Weiter schrieb er Werke für Violine und Klavier und Lieder. Auch Kirchenmusik ist überliefert.

### Werke für die Bühne

#### Opern
- El Puñal de la Misericordia, zusammen mit dem Komponisten Antonio Llanos, 1869.[1]

#### Zarzuelas
- 1867 El Manco de Lepanto, [Der einarmige von Lepanto]. Libretto: Angel Mendoza y Mondèjar. Musik: Rafael Aceves y Lozano. Eine historische Episode in Versen in einem Akt. Thema der Oper ist die Teilnahme von Miguel de Cervantes an der Seeschlacht von Lepanto und seine Gefangenschaft in Algier.[7] Uraufführung: 23. April 1867, Teatro del Circo
- 1869 Una musa por mujer. Zarzuela in einem Akt. Libretto: Mariano Capdepón. Musik: Rafael Aceves y Lozano[8]
- 1870 Los alcaldes de Monzón. Zarzuela comica in drei Akten. Libretto: Cipriano Martinez. Musik: Rafael Aceves y Lozano und Angel Rubio.[9] Uraufführung: Teatro Circo del Paul 13. Mai 1870[10]
- 1870 Sensitiva. Juguete comico lirico [komisch-lyrisches Spiel]. Zarzuela in zwei Akten. Libretto: Mariano Pina Dominguez. Musik: Rafael Aceves y Lozano.Uraufführung:Teatro Alhambra in Madrid am 24. Dezember 1870[1][11]
- 1871 El teatro en 1876. Revista fantástica de Teatros divida en dos épocas [Fantastische Theaterrevue, in zwei Epochen geteilt] Libretto: Rafael Maria Liern Musik: Rafael Aceves y Lozano und Ángelo Rubio. Uraufführung: Teatro de Verano del Jardin del buon Retiro am 20. Juli 1871[1][12]
- 1871 El carbonera de Subiza [Der Köhler aus Subiza, einem spanischen Dorf in der heutigen Gemeinde Cendea de Galar in Navarra], Libretto: Salvador Maria Granès und Miguel Ramos Carrion. Parodia historico-burlesca. Uraufführung: Teatro de los Bufos Arderius(auch: Teatro de los Bufos Madrileños) am 2. November 1871[13] Musik: Rafael Aceves y Lozano und Angel Rubio.[1][14]
- 1871 El Retoño de Don Próspero [Der Sprössling des Don Prospero][1]
- 1872 El principe lila. [Prinz Lila] Aproposito comico-lirico-ballabile in zwei Akten. Libretto: Rafael Maria Liern (1832–1897). Musik: Rafael Aceves y Lozano und Angel Rubio. Uraufführung: Teatro de Verano del Jardin del buon Retiro am 16. Juni 1872[1][15]
- 1872 Mambrú. Zarzuela bufa in zwei Akten. Libretto. Angel Mendoza y Mondèjar und Luis de Charles. Musik: Rafael Aceves y Lozano. Uraufführung: Teatro de los Bufos am 14. September 1872[16][17]
- 1872 La  Bola Negra, Zarzuela, Libretto: Marcos Zapata. Musik: Rafael Aceves y Lozano und Manuel Fernández Caballero. Uraufführung: 2. November 1872
- 1872 Americanos de Pega, Juguete cómico-lírico en un acto Libretto: Rafael Marîa Liern. Musik: Rafael Aceves y Lozano[1][18]
- 1873 Tic...Tac. Tomás Bretón
- 1873 Los titiriteros. [Die PuppenspielerI]Viaje acrobatico-lirico-bailabile in drei Akten. Libretto: Rafael Maria Liern unter Pseudonym Amalfi. Musik: Rafael Aceves y Lozano. Uraufführung: Jardin de Retiro am 14. August 1873[19]
- 1873 El barbero de Rossini. [Der Barbier von RossiniI]. Juguete bufo-lirico  in einem Akt. Libretto: Rafael Maria Liern unter Pseudonym Amalfi. Musik: Rafael Aceves y Lozano. Uraufführung: Teatro del Retiro am 1. Juli 1873[20]
- 1874 El aceite de bellotas. Zarzuela in einem Akt.  [Öl aus Eicheln]. Libretto: Rafael Maria Liern. Musik: Rafael Aceves y Lozano. Uraufführung: Teatro del Zarzuela 20. April 1874
- 1874 El Testamento Azul. [Das blaue Testament]. Zarzuela in drei Akten. Libretto: Rafael Maria Liern unter Pseudonym Amalfi .Musik: Rafael Aceves y Lozano[21]
- 1874 Un descediente de Borgia. [Ein Nachfahre der Borgia] Zarzuela in einem Akt. Libretto: Miguel Ramos Carrión. Musik: Rafael Aceves y Lozano[22]
- 1874 El aceite de bellotas. Zarzuela in einem Akt.  [Öl aus Eicheln]. Libretto: Rafael Maria Liern. Musik: Rafael Aceves y Lozano. Uraufführung: Teatro del Zarzuela 20. April 1874[1][23]
- 1874 Una canciòn de Amor. Zarzuela in drei Akten. Libretto: Antonio Hurtado. Musik: Rafael Aceves y Lozano.[24]
- 1874 La casa de Locos. Libretto: Mariano Pina Domínguez. Musik: Rafael Aceves y Lozano[25]
- 1875 Cuatro sacistanes [Vier Sakristane]. Revista bufo-politica in einem Akt. Libretto: Ricardo de la Vega. Musik: Rafael Aceves y Lozano. Uraufführung: Jardin del buen Retiro am 24. Juli 1875[26][27]
- 1875 El trono de Escocia, Zarzuela in drei Akten. Libretto: Ricardo Puente y Brañas. Musik: Rafael Aceves y Lozano und Manuel Fernández Caballero. Uraufführung: 28. März 1875[28]
- 1875 Dos cómicos de provincias; zarzuela en un acto. Libretto: Rafael María Liern Musik: Rafael Aceves y Lozano[29]
- 1875 Mesa revuelta.  Sainets lirico-bailabile. Libretto: Mariano Pina (1820–1883).  Musik: Rafael Aceves y Lozano[30]

### Kirchenmusik
- Letanya a la virgen [Litanei zu der Jungfrau] für zwei Soprane, Alt und dreistimmigen Frauenchor mit Orgel[31]
- Salve Regina a 3 voces. für zwei Soprane, Alt und Orgel[32]
- Stabat mater

### Audio
- Aragonesa op.51 in der Biblioteca digital hispánica
- Capricho nocturno F-Dur op.84 in der Biblioteca digital hispánica
- Marche des Torêadors in der Biblioteca digital hispánica

### Libretti
- El aceite de bellotas bei archive.org.
- Los alcaldes de Monzon. bei I hathitrust.org II google.de
- El barbero de Rossini bei Textarchiv – Internet Archive.
- El carbonero del subiza bei I Textarchiv – Internet Archive. II openlibrary.org
- Cuatro sacristanes bei Textarchiv – Internet Archive.
- El manco de Lepanto.  bei I archive.org. II  google.de III Übersicht der Ausgaben bei worldcat.de
- Mambrú bei I hathitrust.org II archive.org
- El principe lila bei I google.de II. archive.org III hathitrust.org
- Sensitiva bei I archive.org II google.de
- El Teatro in 1876  bei I archive.org
- Los titiriteros  bei archive.org

### Noten-Digitalisate
- Cuatro sacristanes. Preludio Nr. 1 Seguidillas Nr.2 Salida y canto de los sacristanos Nr.3 Salida de los ministros. Vals Nr. 4 Salida de liberales Nr. 5 Despedia de liberales Nr. 6 Salida de los republicanos Nr. 7 Minue (Baile da Pavos) Nr. 8 Salida del Triunvirato y Final
- Sensitiva 1870 1. Akt: Preludio Nr. 1 Duo für Gertrudis (Alt)L und Homobono (Bass). Señor Don Homobono Nr. 2 Duo Rosendo (Bariton) und Homobono (Bass) Ya estoy harto de sufrir Nr. 3 Duo Sensitiva (Alt) und Homobono (Bass) Es el baile mi ilusion Nr. 4 Quartett Teresa (Sopran), Gertrudis (Alt) Manuel (Tenor) und Homobono (Bass) El efecto ha sido horrible 2. Akt: Nr. 5 Preludio Nr. 6 Duo Teresa (Sopran) und Sensitiva (Alt) El fue quien fingiendo Nr. 7 Quintett Teresa (Sopran), Gertrudis (Alt), Sensitiva (Alt), Rosendo (Bariton) und Honobono (Bass) Tanto falsio Nr. 8 Finale
- Mambru. Nr. 8 Duo de las Gotas Nr. 9 Coro des Pages
- Bolero pirotecnico. aus der Zarzuela El teatro en 1876
- Habanera aus der Zarzuela El testamento azul